# Касаткин, Виктор (легкоатлет)
Виктор Касаткин (род. 13 июня 1942) — советский легкоатлет, специалист по бегу на короткие дистанции. Выступал за сборную СССР по лёгкой атлетике в 1960-х годах, обладатель двух бронзовых медалей Европейских легкоатлетических игр в помещении, победитель и призёр первенств всесоюзного значения. Представлял Баку и Вооружённые Силы.

## Биография
Виктор Касаткин родился 13 июня 1942 года. Занимался лёгкой атлетикой в Баку, выступал за Азербайджанскую ССР и Вооружённые Силы.
Первого серьёзного успеха на международном уровне добился в сезоне 1966 года, когда вошёл в состав советской сборной и выступил на впервые проводившихся Европейских легкоатлетических играх в помещении в Дортмунде, где стал бронзовым призёром в беге на 60 метров.

Впервые выступал за рубежом молодой спринтер из Баку Виктор Касаткин. Он показал одно время с победителем и доказал, что его успехи в «турне четырёх Дворцов» не случайны. Касаткин обладает великолепной способностью к ускорению, но техника бега у него ещё недостаточно совершенна. Он сам это отлично понимает и по-видимому мы ещё в этом сезоне станем свидетелями его успехов на 100-метровой дистанции.— Игорь Тер-Ованесян
Позднее в том же сезоне с командой Вооружённых Сил Касаткин одержал победу в эстафете 4 × 100 метров на чемпионате СССР по эстафетному бегу в Ленинакане.
В 1967 году на Европейских легкоатлетических играх в помещении в Праге выиграл бронзовую медаль в программе бега на 50 метров.